# Itonia xylina
Itonia xylina là một loài bướm đêm trong họ Noctuidae.